# Enzo Tolu
Enzo Tolu (Verona, 10 ottobre 1913 – Jugoslavia, 10 agosto 1943) è stato un militare italiano, insignito della medaglia d'oro al valor militare alla memoria nel corso della seconda guerra mondiale.

## Biografia
Nacque a Verona il 10 ottobre 1913, figlio di Efisio. Arruolatosi nel Regio Esercito nel 1934 fu nominato sottotenente in servizio permanente effettivo, frequentò la Scuola di applicazione d'arma e nel 1935 fu assegnato al battaglione alpini "Morbegno" del 5º Reggimento alpini dove nel 1936 conseguì la promozione a tenente. Giovane sportivo, fu anche apprezzato schermitore e partecipa a numerosi campionati dell'esercito.  Nel febbraio 1940 frequenta presso l'aeroporto di Cerveteri il 23° corso di Osservazione Aerea e nominato Osservatore, e nel mese di giugno, all'atto dell'entrata in guerra del Regno d'Italia, fu assegnato alla 125ª squadriglia Osservazione Aerea mobilitata.  Nel  maggio 1941 e trasferito in Africa Settentrionale Italiana, rientrando in Patria dopo pochi mesi per malattia.  Nel dicembre 1941 riprese servizio nella 116ª Squadriglia Osservazione Aerea impegnata in Jugoslavia.
Promosso capitano nel gennaio 1942, nel maggio successivo parte per il fronte russo dove rimane fino a dicembre dello stesso anno.  Decorato con una medaglia d'argento al valor militare sul campo, rientrato in Italia prestò servizio per circa cinque mesi presso il deposito del 5° Reggimento alpini.  Nell’aprile 1943 viene assegnato alla 121ª Squadriglia Osservazione Aerea nuovamente operante.  Cadde in combattimento il 10 agosto 1943 a bordo di un bombardiere Fiat B.R.20 Cicogna.